# Ley (cratera)
Ley é uma cratera de impacto lunar localizada na borda Sul de uma cratera muito maior, a Campbell. A cratera Ley, é cortada na borda Sul-Sudoeste por uma cratera ligeiramente maior, a Von Neumann.
Esta cratera, foi batizada em homenagem ao escritor Alemão naturalizado Norte americano Willy Ley.